# Ново-Клыковский сельсовет
Ново-Клыковский сельсовет — административно-территориальная единица в Казанской губернии и Татарской АССР. 
Административный центр — Ново-Клыковская стройка.
Образован в 1918 году в составе Ново-Клыковской волости Казанского уезда той же губернии (с 1920 года в составе той же волости Арского кантона Татарской АССР). После упразднения Ново-Клыковской волости — в составе Воскресенской волости. 
Упразднён в 1924 году, после включения Ново-Клыковской стройки в состав Казани.
Население сельсовета составляло 2897 чел. в 1920 году, 1954 чел. в 1922 году, 2224 чел. в 1923 году.

### Комментарии
1. ↑  Примечание источника: Населённые пункты, имеющие менее 50 жителей, указаны не все